# 澤列尼庫里利夫齊
48°38′44″N 27°9′44″E / 48.64556°N 27.16222°E
澤列尼庫里利夫齊（烏克蘭語：Зелені Курилівці），是烏克蘭西部的村莊，隸屬赫梅利尼茨基州的卡緬涅茨-波多利斯基區。該村處於扎爾尼夫卡河畔，始建於1495年，面積3.17平方公里，海拔高度247米，人口811。